# Archanara conjuncta
Archanara conjuncta là một loài bướm đêm trong họ Noctuidae.